# BQ Весов
BQ Весов (лат. BQ Librae) — одиночная переменная звезда в созвездии Весов на расстоянии (вычисленном из значения параллакса) приблизительно 19695 световых лет (около 6039 парсеков) от Солнца. Видимая звёздная величина звезды — от +16,2m до +14,6m.

## Характеристики
BQ Весов — пульсирующая переменная звезда типа RR Лиры (RRAB).